# شبکه دیزنی (ترکیه)
کانال دیزنی ترکیه به انگلیسی:(Disney channel tr) یک شبکه تلویزیونی آزاد به هوا به زبان ترکی بودکه در زیر نظر والت دیزنی اروپا اداره میشد و از سوی پلتفرم دی جی ترک پخش می‌شد و دفتر مرکزی ان در شهر استانبول واقع شده بود کانال در سال ۲۰۲۲ بسته شدهمچنین این کانال قبلاً بروی روی کانال دیزنی خاورمیانه برنامه‌های خود را پخش می‌کرد اما از سال ۲۰۱۱ خود نیز به یک کانال مستقل تبدیل گشت.